# Graeme Obree
Douglas Graeme Obree (Nuneaton, 11 settembre 1965) è un ex pistard e ciclista su strada britannico.
Attivo tra gli Elite dal 1993 al 1997, fu due volte campione del mondo nell'inseguimento individuale. Nel 1993 e nel 1994 conseguì il record dell'ora.

## Carriera
Originario del Warwickshire ma cresciuto in Scozia, Graeme Obree divenne improvvisamente noto quando, il 17 luglio 1993, riuscì a stabilire il record dell'ora, percorrendo 51,596 km e battendo il precedente primato di Francesco Moser, che durava da nove anni. Per mettere a segno il record utilizzò una particolare bicicletta da lui progettata e realizzata, soprannominata Old Faithful, che gli consentiva una posizione in sella particolarmente aerodinamica, con le braccia piegate sotto il petto.
Dopo essere stato spodestato da Chris Boardman a meno di sette giorni dal record, il 27 aprile 1994 stabilì nuovamente il primato, fermandosi a 52,713 km. Nel 1995, però, l'Unione Ciclistica Internazionale decise di vietare la posizione in sella utilizzata da Obree, e successivamente di annullare tutti i record stabiliti con biciclette speciali, definendo tutti quelli ottenuti dopo il 1972 solo "Miglior prestazione umana sull'ora.
Su pista Obree si aggiudicò anche due titoli mondiali nell'inseguimento individuale, nel 1993 a Hamar, battendo in finale Philippe Ermenault, e nel 1995 a Bogotà, superando Andrea Collinelli. Per vincere il secondo titolo iridato gareggiò con una posizione in sella differente da quella dei record dell'ora, questa volta con le braccia allungate in avanti, ma anche tale postura venne presto vietata dall'UCI. Nel 1996 partecipò ai Giochi olimpici di Atlanta ancora nell'inseguimento individuale, concludendo però solo undicesimo.
Obree corse anche su strada, aggiudicandosi due titoli nazionali a cronometro, nel 1996 e nel 1997. Nella specialità della cronometro partecipò anche a due edizioni dei campionati del mondo su strada, concludendo però, in entrambe le rassegne, lontano dal podio. Concluse l'attività agonistica nel 1997, senza mai essere passato al professionismo.
Dopo il ritiro divorziò, tentando poi per due volte il suicidio. Nel 2011 fece coming out dichiarando di essere gay. Dalla sua storia è stato tratto un film, intitolato The Flying Scotsman, per la regia di Douglas MacKinnon.

## Palmarès

### Strada
- 1997

Campionati britannici, Prova a cronometro

### Pista
- 1993

Campionati del mondo, Inseguimento individuale
- 1995

1ª prova Coppa del mondo, Inseguimento individuale (Atene)
2ª prova Coppa del mondo, Inseguimento individuale (Cottbus)
3ª prova Coppa del mondo, Inseguimento individuale (Adelaide)
Campionati del mondo, Inseguimento individuale

#### Altri successi
- 1993

Record dell'ora (51,596 km)
- 1994

Record dell'ora (52,713 km)

## Piazzamenti

### Competizioni mondiali
- Campionati del mondo su strada

Agrigento 1994 - Cronometro: 30º
Duitama 1995 - Cronometro: 21º
- Campionati del mondo su pista

Hamar 1993 - Inseguimento ind.: vincitore
Palermo 1994 - Inseguimento ind.: squalificato
Bogotá 1995 - Inseguimento ind.: vincitore
- Giochi olimpici

Atlanta 1996 - Inseguimento ind.: 11º

## Riconoscimenti
- Premio Henry Deutsch de la Meurthe dell'Accademia dello Sport nel 1993